# 第50屆柏林影展
第50屆柏林影展（德語：50. Internationale Filmfestspiele Berlin）於2000年2月9日至2月20日於德國柏林舉辦，開幕片為德國導演文·溫德斯執導的英語電影《百萬大飯店》，閉幕片則是巴西導演布魯諾·巴雷托執導的《都是老師惹的禍》。評審團主席則由中國女演員鞏俐擔任。

## 評審團
- 鞏俐：演員。（評審團主席）
- 莉絲·貝萊切（Lissy Bellaiche）：影業國際合作代表、影展顧問。
- 彼得·W·揚森（德语：Peter W. Jansen）：記者、紀錄片導演。
- 尚·皮耶·勒弗柏（法语：Jean Pierre Lefebvre (acteur québécois)）：導演。
- 瑪莉莎·帕勒戴斯（西班牙语：Marisa Paredes）：演員。
- 尚路易·皮爾（Jean-Louis Piel）：製片、演員。
- 華特·薩勒斯：導演。
- 瑪麗亞·史拉德（德语：Maria Schrader）：演員。
- 安德烈·華依達：導演。

## 官方單元

### 競賽片
| 片名                   | 原文片名                                 | 導演                | 出品國                    |
| ---------------------- | ---------------------------------------- | ------------------- | ------------------------- |
| 《百萬大飯店》(開幕片) | The Million Dollar Hotel                 | 文·溫德斯           | 美国、 英国、 德国        |
| 《挑戰星期天》         | Any Given Sunday                         | 奧利佛·史東         | 美国                      |
| 《海灘》               | The Beach                                | 丹尼·鮑伊           | 美国、 英国               |
| 《獨立少年合唱團》     | 独立少年合唱団                           | 緒方明              | 日本                      |
| 《我的父親母親》       | 《我的父親母親》                         | 張藝謀              | 中国                      |
| 《捍衛正義》           | The Hurricane                            | 諾曼·傑威森         | 美国                      |
| 《愛我》               | Love Me                                  | 拉埃蒂提雅·瑪松     | 法國                      |
| 《心靈角落》           | Magnolia                                 | 保羅·湯瑪斯·安德森  | 美国                      |
| 《五月的雲》           | Mayıs Sıkıntısı                          | 努里·比格·錫蘭      | 土耳其                    |
| 《海》                 | El mar                                   | 奧古斯丁·維利亞隆加 | 西班牙                    |
| 《月亮上的男人》       | Man on the Moon                          | 米洛斯·福曼         | 美国、 英国、 德国、 日本 |
| 《天鉤》               | Небеска удица                            | 留比沙·薩馬季奇     | 南斯拉夫、 義大利         |
| 《激情的天堂》         | Paradiso - Sieben Tage mit sieben Frauen | 魯道夫·托米         | 德国                      |
| 《清晨初光》           | Prime luci dell'alba                     | 盧奇歐·高第諾       | 義大利                    |
| 《上尉的女兒》         | Русский бунт                             | 亞歷山大·普羅什金   | 俄羅斯                    |
| 《不義之徒》           | Signs & Wonders                          | 喬納森·諾西特       | 法國                      |
| 《打開心門向藍天》     | Die Stille nach dem Schuß                | 沃克·施隆多夫       | 德国                      |
| 《天才雷普利》         | The Talented Mr. Ripley                  | 安東尼·明格拉       | 美国                      |
| 《乾柴烈火》           | Gouttes d'eau sur pierres brûlantes      | 法蘭索瓦·歐容       | 法國                      |
| 《有時跳舞》           | 《有時跳舞》                             | 關錦鵬              | 日本、 香港、 中国        |
| 《屬於女人的奇蹟》     | La chambre des magiciennes               | 克勞德·米勒         | 法國                      |

## 得獎名單
- 金熊獎：《心靈角落》 - 保羅·湯瑪斯·安德森
- 評審團特別銀熊獎：《我的父親母親》 - 張藝謀
- 最佳導演銀熊獎：《月亮上的男人（英语：Man on the Moon (film)）》 - 米洛斯·福曼
- 最佳女演員銀熊獎：畢碧安娜·貝格羅（英语：Bibiana Beglau）、娜雅·郭爾（英语：Nadja Uhl） - 《打開心門向藍天（英语：The Legend of Rita）》
- 最佳男演員銀熊獎：丹佐·華盛頓 - 《捍衛正義（英语：The Hurricane (1999 film)）》
- 傑出藝術成就獎：《激情的天堂》 - 全體演員
- 評審團獎：《百萬大飯店（英语：The Million Dollar Hotel）》 - 文·溫德斯
- 亞佛雷德鮑爾獎：《獨立少年合唱團》 - 緒方明（日语：緒方明）
- 費比西國際影評人獎：克勞德·米勒（英语：Claude Miller） - 《屬於女人的奇蹟（法语：La Chambre des magiciennes）》